# Pogrom chojnicki
Pogrom chojnicki – manifestacje przeciwko ludności żydowskiej Chojnic wiosną i latem 1900 r., będące następstwem zabójstwa ucznia gimnazjalnego z pobliskiego Przechlewa, Ernesta Wintera. Skutkiem były prześladowania społeczności żydowskiej (2 centra), oraz zdemolowanie synagogi.

## Tło wydarzeń
U schyłku XIX w. Chojnice były peryferyjnym miasteczkiem na wschodzie Cesarstwa Niemieckiego, w rejencji kwidzyńskiej pruskiej prowincji Prusy Zachodnie. Liczyły ok. 10.500 mieszkańców, w tym około 500 Żydów. Samo miasto było zdominowane przez ludność niemiecką, z blisko 10% udziałem ludności kaszubskiej i polskiej. Liczba ewangelików wynosiła ok. 5,5 tys., katolików ok. 4,5 tys. W powiecie, którego było stolicą, w jego ówczesnych granicach, Niemcy byli w mniejszości. Ich udział w populacji wynosił 38%, Kaszubi stanowili 45%, Polacy 15% (łącznie te 2 grupy 60%), Żydzi 2%.
Był to okres silnej propagandy antysemickiej w cesarstwie. Była ona poprzedzona falą pogromów ludności żydowskiej w Imperium Rosyjskim w latach 1881–1884, która następnie rozprzestrzeniła się na Węgry, Galicję i będące częścią Rosji Królestwo Polskie. Wystąpienia antyżydowskie miały również miejsce w Niemczech. Antysemiccy agitatorzy, Bernhard Föster i Ernst Henrici podróżowali po całym państwie z cyklem wykładów skierowanym przeciwko Żydom. Lata 80. XIX w. przyniosły również odrodzenie się w Niemczech legendy i oskarżenia o mord rytualny. W ostatniej dekadzie tego wieku odnotowano kilkanaście przypadków takich oskarżeń.
Wiosną 1900 r., dodatkowy wpływ na wzrost nastrojów antyżydowskich we wschodnich, rolniczych prowincjach ówczesnych Niemiec miała susza, która doprowadziła do znacznego zmniejszenia zbiorów. Rolnicy, w sytuacji ograniczenia dostępu do paszy, zaczęli wyzbywać się trzody chlewnej, co spowodowało znaczne spadki cen. W Chojnicach ok. 70% firm zajmujących się handlem bydłem należało do Żydów. Doprowadziło to do oskarżeń o celowe zaniżanie przez nich cen skupu i wzrostu uprzedzeń wobec tej grupy ludności.

## Przebieg wydarzeń
11 marca 1900 r. dokonano mordu na Erneście Winterze, a 13 marca odnaleziono na dnie jeziora tułów młodego człowieka bez głowy i rąk, tułów był przepiłowany poniżej żeber. Dopiero dwa dni później znaleziono prawy tułów, nieopodal bramy cmentarza, a głowę odnaleziono 15 kwietnia, przez bawiące się na łąkach pod miastem dzieci (żydowskie święto wielkanocne przypadało na 14–21 kwietnia).
Oskarżonym w sprawie został chrześcijański rzeźnik Hoffmann. Znalazł się on w kręgu podejrzeń w związku z postawioną przez śledczych tezą, ze zbrodnia mogła być morderstwem w afekcie. Jedna z wersji głosiła, że zamordowany uczeń był w relacji intymnej z córką Hoffmana. Fakt, że na odzieży denata znaleziono ślady nasienia, sugerował, że chwilę przed śmiercią odbył stosunek seksualny. Świadkiem tego mógł być Hoffmann, który wzburzony zabił Wintera. Był rzeźnikiem, co było dodatkową okolicznością obciążającą. Śledczy ustalili bowiem, że sposób rozczłonkowania ciała wymagał fachowej ręki.
Społeczeństwo domagało się postawienia zarzutów żydowskiemu rzeźnikowi Lewiemu, w którego piwnicy świadkowie widzieli domniemany mord. 29 maja zeznania złożył nowy świadek (Mezolf), który owego wieczoru widział Lewiego i innych topiących zwłoki w jeziorze. Świadek ten w innych źródłach określany jako Bernhard Masloff, został aresztowany podczas procesu pod zarzutem krzywoprzysięstwa. W śledztwie udowodniono mu, że jego zeznania były fałszywe i skazano na rok więzienia. Miasto żyło informacją o ważnych zeznaniach, co też wyraziło na ulicach wielotysięcznym tłumem, żądającym zwolnienia Hoffmanów (także 14-letnia córka była przesłuchiwana). Policja, pod presją tłumu wypuściła Hoffmana, lecz wieczorem miasto ożyło plotką o ponownym zamiarze jego aresztowania. W okolicach godziny 22:00 na ulicach miasta można było usłyszeć „Hep! Hep!” – hasło do pogromu. Około godziny 1:00 zaczęto wybijać szyby w domach żydowskich przy ul. Gdańskiej. W krótkim czasie tłum liczący kilkuset ludzi wybił wszystkie szyby kamieniami, wyrwanymi z bruków ulicznych. Burmistrz miasta wezwał wojsko z Grudziądza do uspokojenia sytuacji. Aresztowano 3 osoby.
Po tych zajściach coraz częściej mówiono o tym że Ernest Winter został zamordowany przez żydów (wszystkie poszlaki w odbiorze tłumu wskazywały na to). W mieście wrzało, często na ulicach miast zbierał się tłum wyrażający swoje oburzenie wobec domniemanej protekcji żydów przez wymiar sprawiedliwości.
10 czerwca mieszkańcy Chojnic nie wytrzymali znieważania przez służby państwowe. Doszczętnie zniszczono synagogę, wraz z księgami liturgicznymi i Torą (rzucone na ziemię i podeptane). Około 22:00 do miasta przybyło wojsko, które rozpędziło tłum (użyto bagnetów, a broń naładowano ostrą amunicją). Ranny w starciach został także znienawidzony, przez miejscowych komendant policji Block. Wojsko zostało w Chojnicach na czas nieokreślony, a sytuacja w mieście uspokoiła się. Całą sprawę na bieżąco relacjonowała Gazeta Toruńska (rok: 1900. numery 62–125).
Wydarzenie chojnickie było wykorzystywane przez pewne konserwatywne i nacjonalistyczne gazety w Niemczech jako pomocne do wywołania demonstracji, które nasiliły się latem i wczesną jesienią, obejmując wiele okolicznych miejscowości: oprócz Chojnic miały miejsce w Słupsku, Bytowie, Człuchowie i innych miejscowościach regionu. W lutym 1902 roku o tym zdarzeniu dyskutowano zarówno na forum Reichstagu, jak i pruskiego parlamentu krajowego. Pogrom sprawił, że wielu Żydów zdecydowało się na opuszczenie miasta, tak więc ludność Chojnic wyznania mojżeszowego w krótkim czasie zmniejszyła się o połowę.

## Nagroda za wskazanie mordercy
Już parę dni po zabójstwie wyznaczono nagrodę w wysokości 100 marek (dzisiejsza wartość – ok. 2,5 tys. zł), dla osoby, która wskaże przestępcę. Nagroda ta wobec braku wyraźnych postępów w śledztwie została zwiększona początkowo do 400 marek, następnie do 1.000 marek, a 19 marca, dzień po pierwszych ekscesach antyżydowskich, do 2000 marek (nieco ponad 50 tys. zł). Pod koniec marca kwota ta wynosiła już 6.700 marek, by ostatecznie osiągnąć poziom 20.000 marek, czyli sumę przekraczającą pół miliona dzisiejszych złotych. 
Działania te zamiast przyspieszenia śledztwa przyniosły skutek odwrotny. Śledczy zostali zasypani masą bezwartościowych informacji, plotek i domysłów. Weryfikacja tych informacji spowolniła śledztwo. Mimo podjętych działań na wielką skalę, nie udało się wskazać mordercy Ernsta Wintera. Wobec braku dowodów winy, wszystkie aresztowane w tej sprawie osoby zostały po pewnym czasie zwolnione.

## Udział ludności polskiej i kaszubskiej w wydarzeniach
W literaturze pojawia się teza, że udział ludności polskiej w antyżydowskich zamieszkach był symboliczny, jeśli w ogóle się pojawił. Przytacza się wezwania liderów polskiego ruchu narodowego, by nie uczestniczyć w tych wydarzeniach. Wzywano, żeby traktować tę sprawę jako konflikt między Niemcami i Żydami. Motywowano to tym, że ewentualny polski udział może być wykorzystany przez władze do antypolskiej propagandy, wręcz ze zrzucaniem na polską społeczność winy za ekscesy i umniejszaniem odpowiedzialności Niemców. 
Tak postawiona teza broni się w przypadku Chojnic, epicentrum antyżydowskiej fali przemocy, która rozlała się na pobliskie miejscowości. Było to też miejsce o największej intensywności zamieszek. Wynikało to jednak w głównej mierze z niewielkiej liczby ludności kaszubskiej i polskiej w samych Chojnicach. Lista miejscowości, gdzie miały miejsca wystąpienia antysemickie pokazuje, że sentyment antyżydowski był równie silny we wszystkich grupach chrześcijan, niezależnie od ich narodowości. Dewastacja mienia żydowskiego i ataki na starozakonnych miały miejsce zarówno w miejscowościach zdominowanych przez Niemców jak pobliskie Przechlewo, Rzeczenica czy Człuchów, Polaków – Czersk i Kaszubów – Wiele czy Kościerzyna.